# Love and Leashes
Love and Leashes (koreanischer Originaltitel: 모럴센스 Moral Sense) ist eine südkoreanische Liebeskomödie aus dem Jahr 2022. Der von See át Film umgesetzte Film basiert auf den Webtoon 모럴센스 (zu Deutsch: „moralisches Bewusstsein“) von Gyeoul. Die Premiere des Films fand am 11. Februar 2022 weltweit bei Netflix statt.

## Handlung
Jung Ji-woo und ihr Kollege Jung Ji-hoo arbeiten für ein großes Unternehmen. Aufgrund ihrer Namensähnlichkeit erhält Ji-woo eines Tages versehentlich ein Paket, welches eigentlich an Ji-hoo adressiert ist. In diesem erblickt sie ein Hundehalsband und kommt so hinter das Geheimnis von Ji-hoo. Zunächst versucht er sich herauszureden, doch wenig später offenbart er Ji-woo seinen BDSM-Fetisch und berichtet von seiner Vorliebe eine unterwürfige Rolle einzunehmen. Gerührt davon, dass Ji-woo ihn nicht verurteilt, fragt Ji-hoo sie, ob sie seine Herrin sein möchte. Ji-woo willigt ein. Beide verabreden sich zu einvernehmlichen BDSM-Spielchen und schließen einen Dreimonatsvertrag ab. Doch was bringt die Zukunft für das ungleiche und außergewöhnliche Paar mit speziellen Vorlieben? Und was wird nach den drei Monaten geschehen, wenn der Vertrag ausgelaufen ist?

## Besetzung und Synchronisation
Die deutschsprachige Synchronisation entstand nach dem Dialogbuch sowie unter der Dialogregie von Jürgen Wilhelm durch die Synchronfirma Eclair Studios Germany in Berlin.
| Rolle                  | Schauspieler    | Synchronsprecher     |
| ---------------------- | --------------- | -------------------- |
| Jung Ji-woo            | Seohyun         | Amelie Plaas-Link    |
| Jung Ji-hoo            | Lee Jun-young   | Sascha Werginz       |
| Teamleiter Hwang       | Seo Hyun-woo    | Gerrit Schmidt-Foß   |
| Kim Yun-a              | Kim Han-na      | Gabrielle Pietermann |
| Hye-mi                 | Lee El          | Lina Rabea Mohr      |
| Lee Han                | Ahn Seung-kyoon | Max Felder           |
| Ha-na                  | Kim Bo-ra       | Marieke Oeffinger    |
| Woo-hyuk               | Lee Suk-hyeong  | Tim Schwarzmaier     |
| Stimme in Erklärvideos |                 | Sonja Spuhl          |